# Brunrost
Brunrost är en svampsjukdom som drabbar vete, råg och rågvete och kan medföra stora skördeförluster. Mottagligheten varierar mycket mellan olika sorter. Svamparna som orsakar brunrost tillhör släktet Puccinia och familjen Pucciniaceae. Vetebrunrost orsakas av en svamp med det vetenskapliga namnet Puccinia triticina, och brunrost på råg och rågvete orsakas av en svamp med det vetenskapliga namnet Puccinia recondita. Förutom att brunrost medför stora skördeförluster kan sjukdomen även bana väg för andra sjukdomar såsom brunfläcksjuka och svartpricksjuka.

## Kännetecken
Brunrost utvecklas främst på blad, men blir angreppen allvarligare så angrips även strån och bladslidor. På bladets ovansida bildas något upphöjda ovala rostbruna pustlar (samlingar av sporer). Pustlarna kan vara upp till 1,5 mm stora och är oregelbundet utspridda på bladets ovansida. Förväxlingsrisk finns med gulrost före stråskjutning och med svartrost i sent stadium.

## Livscykel
Livscykeln för rostsvampar kan vara väldigt komplicerad med många olika sporstadier och värdväxling. De vegetativa sommarsporerna, uredosporerna, är av avgörande betydelse för brunrostens spridning under sommaren och övervintring. Uredosporena kan spridas långa avstånd då de sprids med vinden. Det första steget i brunrostens sexuella cykel är vintersporstadiet, teleutosporstadiet. Detta stadium följs sedan av basidiesporer, spermatier och aecidiesporer (skålrostsporer) för att sedan bilda uredosporer på nytt. Brunrostens livscykel fullbordas dock inte i Sverige då skålroststadiet aldrig har påträffats. Därmed har endast uredosporerna någon praktisk betydelse i Sverige då teleutosporstadiet är en återvändsgränd för svampens förökning och överlevnad.
Brunrostens skålroststadium bildas på olika mellanvärdar. Oxtunga och fårtunga (Anchusa officinalis respektive A. arvensis) är mellanvärdar för rågbrunrosten medan olika rutaarter (Thalictrum spp.) anses vara den vanligaste mellanvärden för vetebrunrosten. Men detta är enbart av intresse i teorin då det inte har påträffats i praktiken.

## Spridning och överlevnad
Brunrost är en obligat parasit vilket innebär att den endast kan övervintra och föröka sig på levande växter. Svampen övervintrar som uredosporer eller vegetativt mycel i blad. På hösten kan sporspridningen ske från tröskade vetefält med smittade spillplantor till andra fällt med nyuppkommet höstvete. Brunrostaangrepp i råg är ofta beroende av sporspridning från utlandet. Allmänt gäller att milda vintrar ökar risken för ett tidigt uppblossande angrepp på sommaren. Brunrost kan även bidra till utvintring då angripna blad klarar vintern sämre.
Nya sommarsporsamlingar utvecklas från det vilande mycelet i bladen på våren när värmen kommer. En dagstemperatur på 20 grader och riklig daggbildning på natten gynnar svampen. Smittan sprids via direktkontakt mellan blad eller med vinden som luftburna sporer, den sistnämnda smittspridningen kan ske över väldigt stora avstånd. Inkubationstiden för sjukdomen är på 6–10 dagar, med detta menas tidsperioden från smitta till symptom.

## Epidemiologi
Om det under sommaren är optimala förhållanden för brunrost kan allvarliga epidemier uppstå. Främst tre omständigheter är av avgörande karaktär för hur omfattande brunrostangreppen kan komma att bli under säsongen.
- Mängden initiala smittkällor
- Sortens mottaglighet och väderleken
- Tidsperioden mellan grödans mognad och svampens uppförökning

Det är väldigt svårt att uppskatta mängden brunrost tidigt på försommaren eftersom svampen fortfarande då kan vara i inkubationsstadiet, alltså att svampen finns i plantan som mycel och inget symptom syns. Förekomsten av övervintrad smitta är av avgörande karaktär för sjukdomsutvecklingen. Den utvecklas snabbare än vindspridd svamp eftersom den tidigt är etablerad. Den övervintrade smittan kan även i vissa fall vara anpassad till det inhemska sortmaterialet, vilket kan medföra en högre skadlighet för grödan.

## Kontrollåtgärder och bekämpning
Nedan listats några betingelser som kan leda till kraftiga brunrostangrepp:
- Milda vintrar
- Tidiga symptom
- Tidig sådd
- Varm försommar
- Frodigt bestånd
- Lättare jord
- Mottaglig sort

Genom att undvika tidig sådd och genom att odla motståndskraftiga sorter förebyggs brunrost på både vete, råg och rågvete. Finns angrepp trots vidtagande av förebyggande åtgärder är kemisk bekämpning en metod som kan behövas ta till för att rädda skörden. Angrepp av brunrost i vete sker ganska sent på säsongen och optimal bekämpningstidpunkt är DC 32–61. Bekämpningströsklarna för brunrost i vete är:
DC 32–49: mer än 10% angripna plantor
DC51-69: mer än 25% angripna plantor
Optimal bekämpningstidpunkt för brunrost i råg är DC 32–61. Riktvärden för bekämpning är:
DC 30–31:> 25% angripna plantor
DC 32–69: >10% angripna plantor

## Referenslista
1. 1 2 3 4  Sveriges lantbruksuniversitet (1990). Brunrost. (Faktablad). Uppsala: Sveriges lantbruksuniversitet. https://www.slu.se/globalassets/ew/org/inst/ekol/faktablad/faktablad-vaxtskydd/faktablad_om_vaxtskydd_62j.pdf (2021-01-04)
2. 1 2  ”Skadegörare i jordbruksgrödor”. webbutiken.jordbruksverket.se. https://webbutiken.jordbruksverket.se/sv/artiklar/be26.html. Läst 4 januari 2021.
3. ↑  ”Växtskyddsinfo”. fou.jordbruksverket.se. https://fou.jordbruksverket.se/vxinfo/answer_skade.php?ogras_id=0455. Läst 4 januari 2021.
4. ↑  ”Växtskyddsinfo”. fou.jordbruksverket.se. https://fou.jordbruksverket.se/vxinfo/answer_skade.php?ogras_id=0257. Läst 4 januari 2021.